# Гильгамеш
Гильгаме́ш (аккад. 𒄑𒂅𒈦, шум. 𒀭𒄑𒉋𒂵𒈨𒌋𒌋𒌋, dgilgameš3) — правитель шумерского города Урук, правил примерно в XXVII веке до н. э.. Стал персонажем шумерских сказаний и аккадского эпоса — одного из величайших произведений литературы Древнего Востока. В некоторых мифах известен как «Царь героев Гильгамеш». По легенде, после смерти Гильгамеш стал правителем подземного царства.

## Историчность Гильгамеша
Представитель 1-й династии Урука. Гильгамеш — это аккадское имя; шумерский вариант, по-видимому, образован от формы «Бильга-мес», что, возможно, значит «Предок героя». Легенды называют его сыном богини Нинсун и эна (верховного жреца) Кулабы, поселения, вошедшего в состав Урука. Современных ему надписей не сохранилось. Древнейшим эпиграфическим памятником, на котором написано имя этого правителя, является список богов из Шуруппака (XXVI век до н. э.), где Гильгамеш и его отец Лугальбанда названы посмертно обожествлёнными героями. Вообще имена людей, начинающиеся на «Бильга-», встречаются только в надписях XXVII и XXVI вв. до н. э., после чего перестают употребляться.
Гильгамеш был правителем, чьи деяния завоевали ему такую широкую славу, что он стал основным героем шумерской мифологии и легенд. Подобно Энмеркару и Лугальбанде, ему посвящён отдельный цикл шумерских легенд, в которых описываются различные, не связанные друг с другом случаи из его жизни. До нашего времени сохранилось пять таких текстов. В начале 2-го тысячелетия до н. э. была написана длинная поэма, в которую, наряду с новым материалом, вошли некоторые более ранние шумерские легенды. Получившийся в итоге «Эпос о Гильгамеше», несомненно являющийся настоящим шедевром ассиро-вавилонской литературы и одним из самых красивых подобных произведений, написанных в древности, сохранился почти полностью.

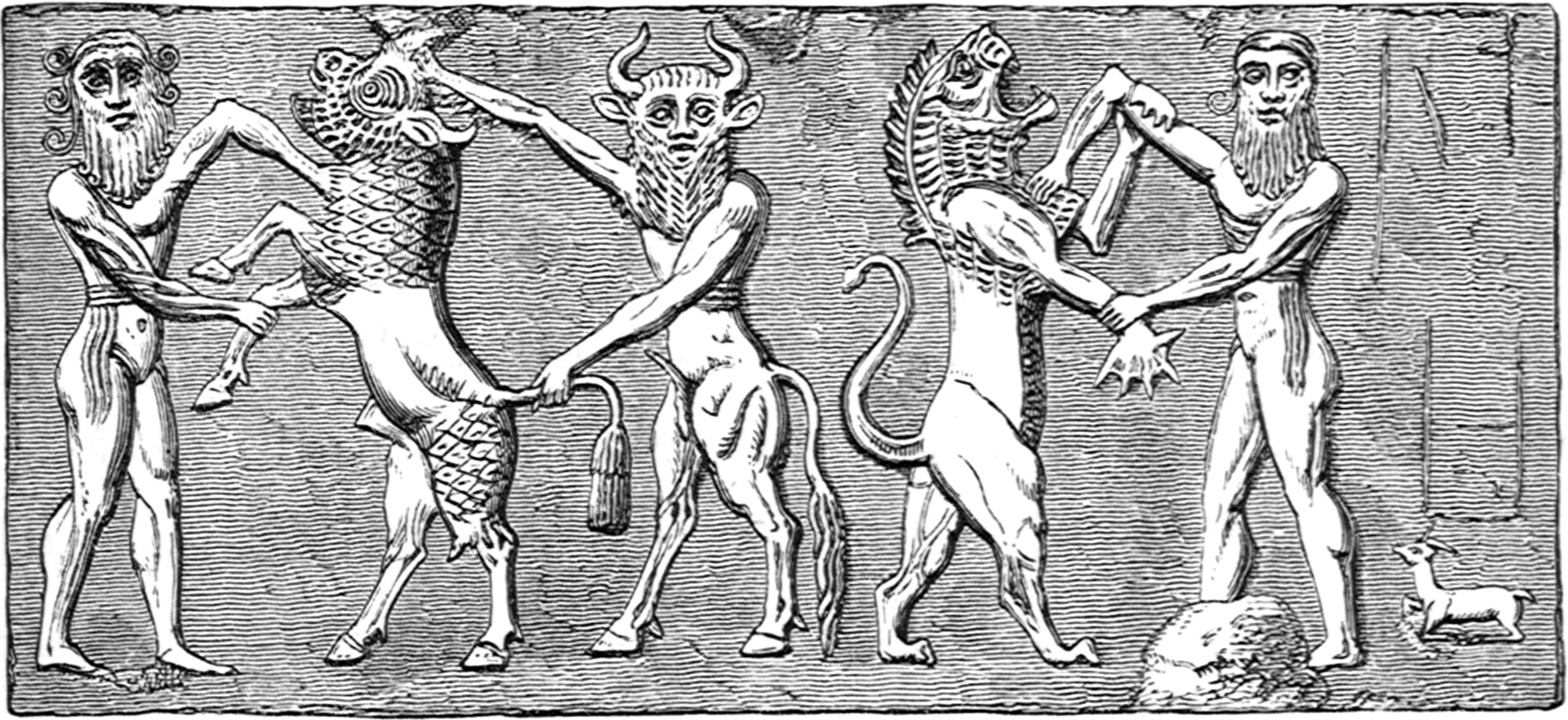
Оттиск цилиндрической печати

Поэмы о Гильгамеше и его подвигах писались и переписывались на протяжении веков не только на шумерском и аккадском языках, но и на большинстве других самых крупных языков Западной Азии (хеттском, хурритском). Гильгамеш стал героем всего Древнего мира — искателем приключений, храбрецом, но фигурой трагической, символом человеческого тщеславия и неуёмной жажды известности, славы и бессмертия — до такой степени, что современные учёные часто воспринимали его легендарным персонажем, а не реальным человеком и правителем. Гильгамеш изображался в виде бородатого мускулистого человека, сражающегося с быками и львами, на множестве памятников — от цилиндрических печатей протописьменного периода до скульптурных рельефов, украшавших ассирийские дворцы.
Если верить эпической поэме «Гильгамеш и Агга», в начале своего правления Гильгамеш был подчинён лугалю Киша Аге. Ага через послов потребовал, чтобы Урук принял участие в предпринятых Кишем ирригационных работах. Совет старейшин Урука предлагал Гильгамешу подчиниться и исполнить требование Аги, но Гильгамеш, которого поддерживало народное собрание, отказался покориться. Народное собрание провозгласило эна Гильгамеша военным вождём — лугалем. Ага прибыл с войском на ладьях, спустившись вниз по Евфрату, но начатая им осада Урука окончилась поражением кишцев. Гильгамеш добился независимости города Урука. Гегемония над Нижней Месопотамией перешла к Гильгамешу.
В дальнейшем Гильгамеш объединил под своей властью такие города как Адаб, Ниппур, Лагаш, Умма и другие. Гильгамеш упоминается (см. Туммальская надпись) в качестве строителя ниппурского святилища Туммаль. В Лагаше Гильгамеш построил ворота, носящие его имя.
Вавилонский эпос представляет в качестве его важнейшего подвига постройку городской стены Урука. Возможно, речь в данном случае идёт об обнаруженной в ходе археологических раскопок стене, протяженностью 9,5 км, опоясывающей руины Урука. В северной и южной её частях имелись ворота шириной 3,5 м с прямоугольными башнями. Восемьсот полукруглых оборонительных башен, отстоящих друг от друга на 10 м, делали стену толщиной в 5 м почти неприступной. Она сложена из плоско-выпуклых кирпичей, характерных для раннединастического периода, а значит, вполне могла быть построена в правление Гильгамеша.
Также рассказывалось о походе Гильгамеша в Ливан за кедровым лесом.

## В более поздних легендах
Имя Гильгамеша упоминается не только в месопотамских текстах, но и в Кумранских рукописях: фрагмент 13 Q450 «Книги исполинов» содержит имя Гильгамеша рядом с отрывком, переводимым как «…все против его души…». Эти же тексты использовались ближневосточными манихейскими сектами. Клавдий Элиан около 200 года н. э. рассказывает о Гильгамеше (у Элиана он назван Гильгамос) видоизменённую легенду о Саргоне Аккадском: оракул-де предсказал вавилонскому царю смерть от рук собственного внука, тот испугался и сбросил ребёнка с башни, но царевича спас орёл и воспитал садовник. Ассирийский богослов Церкви Востока Феодор Бар Конаи около 600 года н. э. называет Гильгамеша (Глигмоса) в списке 12 царей, бывших современниками патриархов от Фалека до Авраама. Имя Гильгамеша (Джилджамиша) помнили даже в XV веке — Джалалуддин ас-Суюти называет его в качестве одного из демонов.

## Культурное значение

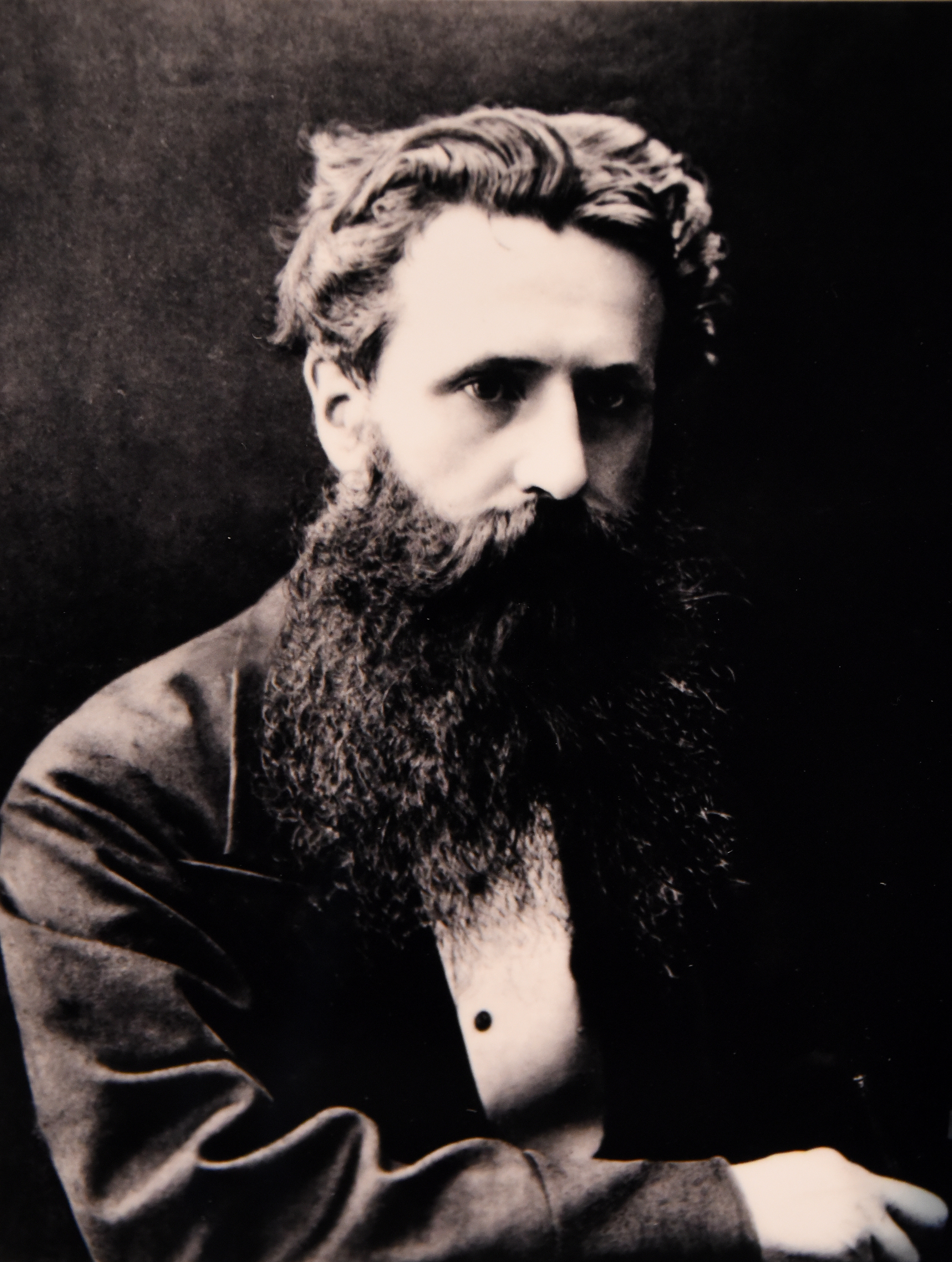
Джордж Смит

В середине XIX века в ассирийском городе Ниневия была найдена клинописная библиотека. Исследуя найденные таблички, ассириолог Джордж Смит в 1872 году заявил, что обнаружил миф о потопе, сходный с изложенным в Библии. Продолжив дешифровку табличек, он выяснил, что сообщение о потопе является частью текста, называемого вавилонянами «Сказаниями о Гильгамеше».
Ряд исследователей придерживается мнения, что песни о Гильгамеше, имея черты солярного мифа, соответствуют знакам Зодиака. Впервые такая гипотеза была выдвинута в 1874 году Ф. Ленорманом, в 1961 году к такому же выводу независимо от французского исследователя пришёл И. М. Дьяконов. Попытка сопоставления мотивов эпоса со знаками Зодиака предпринята В. Н. Топоровым в энциклопедии «Мифы народов мира». В 1999 году аналогичную попытку предпринял В. В. Емельянов, сравнивая семантики эпоса и Ниппурского календаря.

## Художественные воплощения

### Беллетристика
- Эпос о Гильгамеше — оригинальный эпос.
- Роберт Сильверберг — роман «Царь Гильгамеш» (У Силверберга, Гильгамеш — сын Лугальбанды), 1984.
- Томас Мильке — роман «Гильгамеш. Царь Урука» (1988)
- Александр Марков — роман «Апсу» (1991).
- Роман Светлов — повесть «Гильгамеш» (1992).
- Валерий Воскобойников — повесть «Блистательный Гильгамеш» (1997).
- Вадим Волобуев — роман «Сказ о Гильгамеше» (2010).

### Кинематограф и анимационные фильмы
- Башня Друаги: Герои Урука — японский сериал (2008—2009).
- Гильгамеш — японский сериал (2003—2004).